# الحيوانات المجهولة (فلم)
الحيوانات المجهولة (بالفرنسية: Les animaux anonymes) هو فيلم خيال فرنسي من إخراج بابتيست روفور، صدر في دور العرض في 29 سبتمبر 2021. كان أول فيلم روائي طويل للمخرج وهو يتعامل أساسا مع قضية الحيوان.

## الملخص
يتغير ميزان القوى بين الإنسان والحيوان، فيصبح بنو البشر فرائس للحيوانات.. الأرياف النائية تصبح ساحة مواجهة بين الطرفين، والمسالخ، تستقبل المزيد ممن سيلقون حتفهم، تتعدد الطرق والمصير واحد..

## وصلات خارجية
موقع الفيلم الرسمي Les Animaux anonymes